# 塩竃神社 (矢板市)

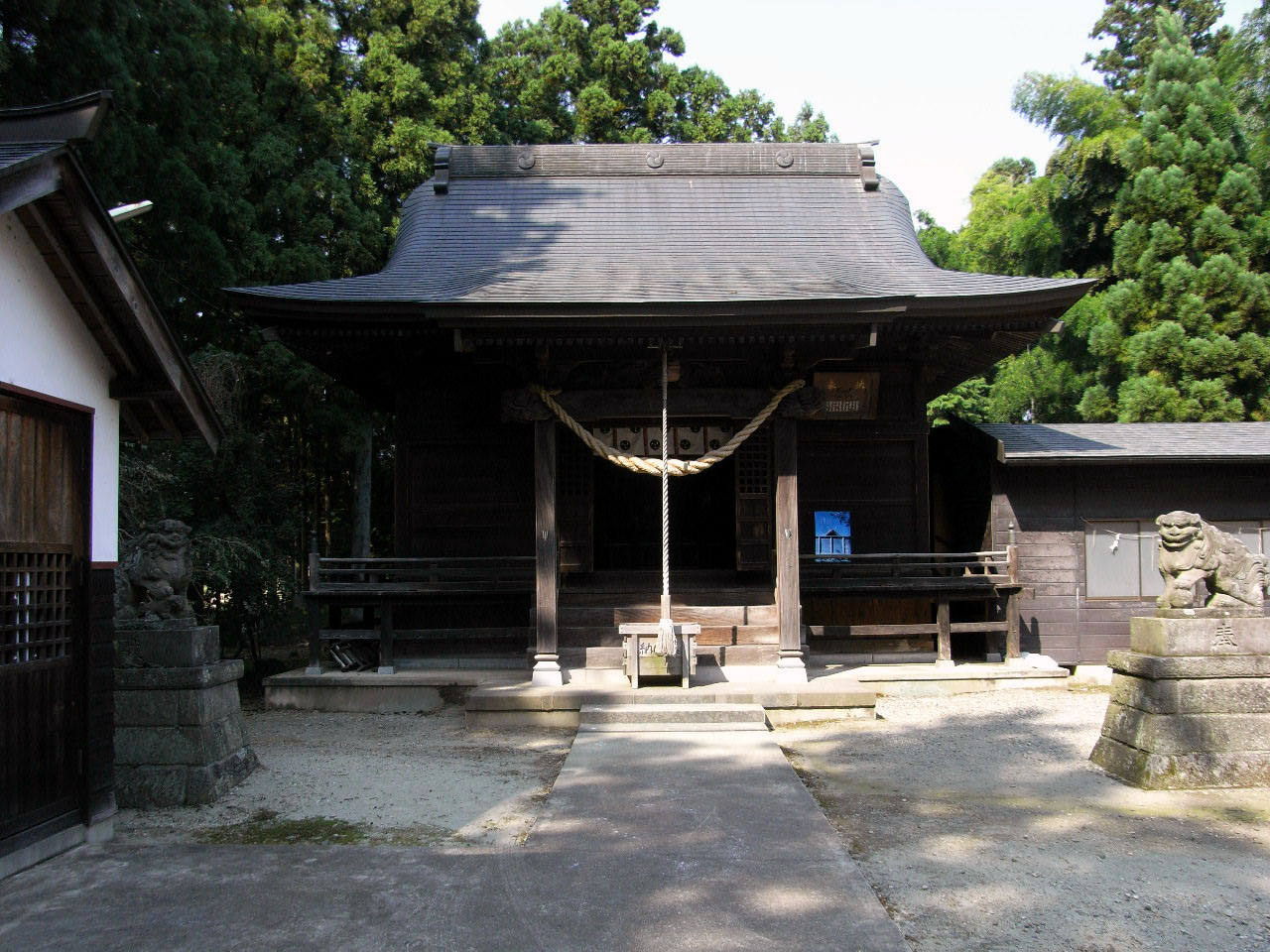
本殿

塩竃神社（しおがまじんじゃ）は、栃木県矢板市にある神社。

## 祭神
塩土翁命（しおつちのおじのみこと）、武甕槌命、経津主命の3柱を主祭神に、天照皇大神、素盞嗚尊、別雷命、火具土命（かぐつちのみこと）、事代主命、少彦名命、大物主命 の7柱を配祀する。

## 由緒
元は、現在の矢板市の大字の幸岡と館の川の境にあった幸岡原の須釜地区にあったとされる寺院で、天正8年（1580年）9月に現在の地に遷宮されたと伝えられている。創建年は不明であるが、毎年の旧7月10日に起源祭が行われており、この日に神社が創建されたと伝えられている。
矢板市には、字名として塩田、玉塩（現「玉田」）、高塩など、内陸地でありながら塩に関係する地名が多く、それらの地域では、古来より塩水が湧出するなどし、これを製塩していた場所に、塩に関連する塩土翁命を祭り創建されたのが神社の始まりという。塩釜寺や幸岡城などとともに栄えたが、当地を支配していた幸岡氏が喜連川に移住して幸岡城が廃城となり、塩釜寺もやがて廃れて廃寺。これに伴い製塩産業も廃れていき、神社を遷宮することになったと考えられている。
明治初年に村社に列し、同40年（1907年）12月には、大字の矢板地区にあった神明宮、八坂神社、琴平神社、加茂神社、箒根神社が合祀されて、矢板を代表する神社のひとつとなった。

## 末社
境内社
出雲社（大国主命）
境外社
厳島神社（市杵島姫命）